# Haemogregarina hartochi
Haemogregarina hartochi is een soort in de taxonomische indeling van de Myzozoa, een stam van microscopische parasitaire dieren. Het organisme komt uit het geslacht Haemogregarina en behoort tot de familie Haemogregarinidae. Haemogregarina hartochi werd in 1915 ontdekt door Kohl-Yakimoff & Yakimoff.